# 玉泉营
39°50′47″N 116°20′35″E / 39.8464°N 116.343°E

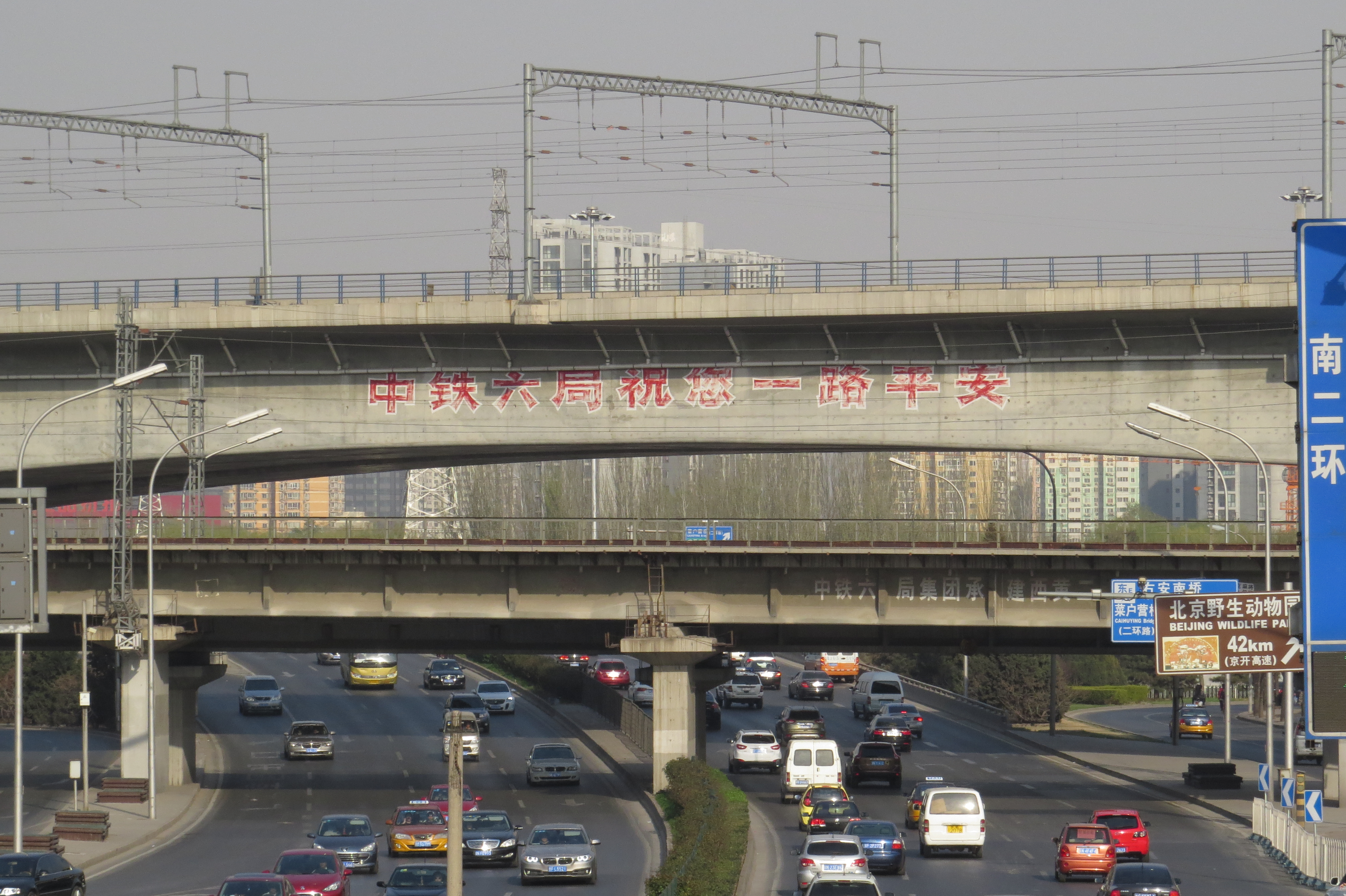
京沪高速铁路、京九铁路在玉泉营上跨南三环

玉泉营是北京市一个主要交通汇集点，连接京开高速公路和南三环。通过快速路可以到达二环上的菜户营桥，玉泉营也是京开高速公路的起点。
在这里修建立体交叉桥之前，是玉泉营环岛，当时曾是亚洲最大的环岛。很快就因为车流量增加而成为交通瓶颈，现在已经修建成玉泉营立交桥。
玉泉营附近有很多家具建材城。